# 岩手県道5号一戸山形線
岩手県道5号一戸山形線（いわてけんどう5ごう いちのへやまがたせん）は、岩手県二戸郡一戸町から久慈市山形町に至る県道（主要地方道）である。

## 概要

### 路線データ
- 実延長：36,411.9 m[1]
- 起点：二戸郡一戸町[1]（国道4号交点）
- 終点：久慈市山形町[1]（国道281号交点）

## 歴史
- 1959年（昭和34年）3月31日 - 山形一戸線として県道に認定される[2]。
- 1964年（昭和39年）12月28日 - 県道久慈沼宮内線の一部と県道山形一戸線が、久慈山形一戸線として建設省から主要地方道の指定を受ける[3]。
- 1976年（昭和51年）4月1日 - 県道久慈山形一戸線の一部が、一戸山形線として建設省から主要地方道の指定を受ける[4]。
- 1976年（昭和51年）10月1日 - 一戸山形線として県道に認定される[1]。
- 1993年（平成5年）5月11日 - 建設省により主要地方道に改めて指定される[5]。

## 路線状況

### 重複区間
- 国道340号（九戸村大字長興寺第3地割 - 九戸村大字伊保内第12地割）

### 道路施設
- 小倉トンネル (岩手県)

## 地理

### 通過する自治体
- 二戸郡一戸町 - 九戸郡九戸村 - 久慈市

### 交差・接続する道路
- 国道4号（一戸町一戸字蒔前）
- 国道340号・軽米方面（一戸口交差点・九戸村大字長興寺第3地割）
（国道重複区間）
- 国道340号・葛巻方面（鹿島交差点・九戸村大字伊保内第12地割）
- 岩手県道292号大野山形線（久慈市山形町日野沢第6地割）
- 国道281号（久慈市山形町川井第9地割）